# Michail Botvinov
Michail Viktorovitj Botvinov (ryska: Михаил Викторович Ботвинов), född 17 november 1967 i Lidinka i Ryssland, är en österrikisk tidigare längdskidåkare. Han började sin karriär som längdåkare för Ryssland, men valde 1996 att byta nationalitet till österrikare. På grund av detta var han förhindrad att tävla i olympiska vinterspelen 1998 i Nagano.
Botvinov fälldes 2012 i en österrikisk domstol för mened i samband med det rättsliga efterspelet av den stora dopningshärvan kring den österrikiske skidåkaren och ledaren Walter Mayer. De oriktiga uppgifterna gällde att han förnekade att han hade lämnat blod vid det laboratorium i Wien som stod i centrum för den organiserade dopningen.
Botvinov var med i det österrikiska stafettlaget som sensationellt blev världsmästare 1999 och han har även vunnit Vasaloppet, vilket han gjorde 1997. Han är dessutom den enda segraren i Vasaloppets historia som gjort sitt segerryck redan i backarna upp från starten i Berga.